# Clotilde sentada en un sofá
Clotilde sentada en un sofá es un cuadro del pintor español Joaquín Sorolla realizado en óleo sobre lienzo en 1910. Sus dimensiones son de 180 × 110 cm.
Se trata de un retrato de la esposa del artista, Clotilde, sentada y dirigiendo la mirada al espectador. Sorolla pintó el vestido directamente sobre la preparación del lienzo para conseguir las calidades de las transparencias de la gasa.
Se expone en el Museo Sorolla, Madrid.